# 浅見宣義
浅見 宣義（あさみ のぶよし、1959年〈昭和34年〉6月28日 - ）は、日本の政治家、元裁判官、滋賀県長浜市長（1期）。

## 来歴
滋賀県東浅井郡湖北町（現・長浜市）出身。湖北町立朝日小学校、湖北町立湖北中学校、滋賀県立虎姫高等学校、東京大学法学部卒業。
1985年（昭和60年）11月、司法試験に合格。その後、2年間司法修習生となる。
1988年（昭和63年）4月、裁判官に任官、以後10か所の裁判所に勤務。うち2年間、預金保険機構への出向を経験。
2021年（令和3年）10月18日、大阪高裁判事を依願退官。
2022年（令和4年）2月27日、現職の藤井勇治ら3人を破り、長浜市長選挙に当選。3月5日から現職。
※当日有権者数：94,590人 最終投票率：52.76%（前回比：8.78pts）
| 候補者名 | 年齢 | 所属党派     | 新旧別 | 得票数   | 得票率 | 推薦・支持 |
| -------- | ---- | ------------ | ------ | -------- | ------ | ---------- |
| 浅見宣義 | 62   | 無所属       | 新     | 23,202票 | 47.1%  |            |
| 藤井勇治 | 72   | 無所属       | 現     | 12,824票 | 26.0%  | 立憲推薦   |
| 中川亮   | 39   | 無所属       | 新     | 8,342票  | 17.0%  |            |
| 梅本博史 | 64   | 日本維新の会 | 新     | 4,868票  | 9.9%   |            |